# Polysporina urceolata
Polysporina urceolata är en lavart som först beskrevs av Anzi, och fick sitt nu gällande namn av Brodo. Polysporina urceolata ingår i släktet Polysporina och familjen Acarosporaceae.  Arten är reproducerande i Sverige. Inga underarter finns listade i Catalogue of Life.